# Waraseoni
Waraseoni è una suddivisione dell'India, classificata come municipality, di 22.966 abitanti, situata nel distretto di Balaghat, nello stato federato del Madhya Pradesh. In base al numero di abitanti la città rientra nella classe III (da 20.000 a 49.999 persone).

## Geografia fisica
La città è situata a 21° 45' 0 N e 80° 1' 60 E e ha un'altitudine di 282 m s.l.m..

## Società

### Evoluzione demografica
Al censimento del 2001 la popolazione di Waraseoni assommava a 22.966 persone, delle quali 11.618 maschi e 11.348 femmine. I bambini di età inferiore o uguale ai sei anni assommavano a 2.699, dei quali 1.394 maschi e 1.305 femmine. Infine, coloro che erano in grado di saper almeno leggere e scrivere erano 17.446, dei quali 9.547 maschi e 7.899 femmine.